# Tizi N'Tleta
Tizi N'Tleta (anciennement Acif Boulma, en tifinagh: ⵜⵉⵣⵉ ⵏ ⵜⵍⴻⵜⴰ) est une commune de la wilaya de Tizi Ouzou en Algérie. Elle dépend administrativement de la Daïra d'Ouadhia.

## Géographie

### Localisation
La commune de Tizi N'Tleta se situe au sud de la wilaya de Tizi Ouzou. Elle est délimitée :
| Souk El Thenine | Ath Douala   |         |
| Mechtras        | Tizi N'Tleta | Ouadhia |
| Assi Youcef     | Aït Bouaddou |         |

### Localités de la commune
La commune de Tizi N'Tleta est composée à sa création de 9 localités :
- Tizi N'Tleta
- Tighoza Athmane
- Ighil Imoula
- Aït El Hadjali
- Aït Ouali
- Aït Abeed
- Aït Maghzelmal
- Tassoukit
- Ighil Naït Chila
- Tadert Oufella
- Aït Abdelmoumen

## Histoire
C'est dans un des villages relevant de Tizi N'tleta, Ighil Imoula, que la proclamation du 1er novembre 1954 (déclenchement de la révolution algérienne) a été tirée en milliers d'exemplaires[réf. nécessaire].

## Personnalités
- Rachid Hallet
- Terbouche Mourad 1er fédéral de la fédération du FLN (54/62) en France et collaborateur principal de Krim Belkacem